# Casa del Mono

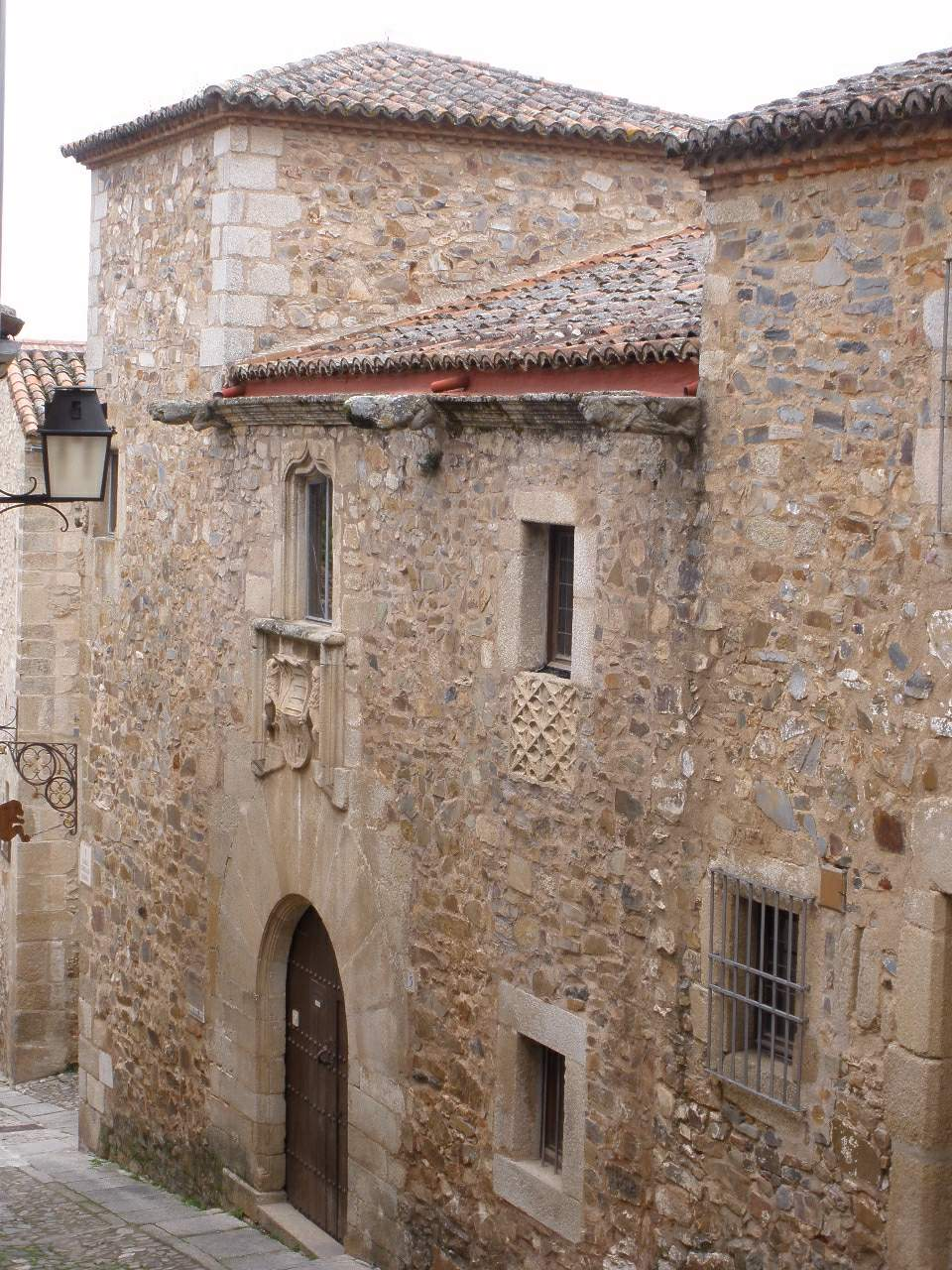
Casa del Mono.

La Casa del Mono  o  Casa de Pizarro-Espadero es un edificio de estilo gótico situado en el recinto monumental de la ciudad de Cáceres (Extremadura, España).
Se trata de una casa fuerte cuya construcción se ordenó en el siglo XV por parte del matrimonio formado por Gonzalo de Cáceres y Marina Alonso de los Nidos.
Recibe su nombre por contener en su patio interior una escultura de un mono sobre la que circulan numerosas leyendas.
Es propiedad de la Diputación Provincial y en el pasado estuvo destinada a fines museísticos albergando la sede del museo de Bellas Artes de la ciudad. En la actualidad acoge las dependencias de la Biblioteca Alonso Zamora Vicente que cuenta en su interior con un depósito de aproximadamente 30.000 volúmenes.